# Jonathan Breck
Jonathan Breck (n. 17 februarie 1965, Houston, Texas, SUA) este un actor american. Inițial actor în piese de teatru, Breck este astăzi cunoscut datorită rolului său din seria Tenebre (în engleză Jeepers Creepers) scrisă și regizată de Victor Salva unde interpretează rolul demonului Creeper. Acesta a mai apărut în filme și seriale de televiziune precum Beat Boys, Beat Girls, Broker falit, caut partenera cu stare!⁠(d), Spiders, I Married a Monster, Justiție militară, Star Trek: Voyager, V.I.P⁠(d) și Push⁠(d).
În 2004, Jonathan obține un rol în Tărâmul Viselor⁠(d) (2007), un film care combină genul științifico-fantastic cu cel horror. Unul dintre rolurile sale recente a fost tocmai Jeepers Creepers 3 lansat în 2017 și un scurt-metraj intitulat Flypaper. Breck a continuat să interpreteze pe scenă, acesta fiind văzut în cadrul The Evidence Room în Los Angeles.

## Filmografie

### Filme
| Year | Title                                   | Role                  | Notes                                         |
| ---- | --------------------------------------- | --------------------- | --------------------------------------------- |
| 2000 | Spiders                                 | Jacobs                |                                               |
| 2001 | Full Circle                             | Steve                 | Short Film; credited as Jonathan Breck Harmel |
| 2001 | Jeepers Creepers                        | The Creeper           |                                               |
| 2001 | Good Advice                             | Balding Man           |                                               |
| 2002 | On the Edge                             | Cop #1                |                                               |
| 2002 | Man in Striped Pajamas                  | Man                   | Short Film                                    |
| 2003 | Jeepers Creepers 2                      | The Creeper           |                                               |
| 2003 | Jfets-D                                 | Woodward              | Short Film                                    |
| 2003 | Beat Boys Beat Girls                    | Mort Livingston       | Short Film                                    |
| 2004 | I Left Me                               | Adam Panizzon / Clone | Short Film                                    |
| 2007 | Dreamland                               | Blake                 |                                               |
| 2007 | Dead Write                              | Deputy Richard Hoffs  |                                               |
| 2007 | Be My Baby                              | Director              |                                               |
| 2007 | Kuriocity                               | Ray                   |                                               |
| 2008 | The Caretaker                           | The Limo Driver       |                                               |
| 2008 | Shorts                                  | Security Guard        |                                               |
| 2008 | Evilution                               | Colonel Serna         |                                               |
| 2008 | W.                                      | Corn Dog              |                                               |
| 2008 | Will to Power                           | Coach Scott Hartman   |                                               |
| 2009 | The Carbon Copy                         | Sam Carbon            |                                               |
| 2009 | Into Shadows                            | Daryll Jenkins        |                                               |
| 2011 | Mask Maker                              | Leonard               |                                               |
| 2011 | Spy Kids 4-D: All the Time in the World | Wilbur's Boss         |                                               |
| 2013 | Parkland                                | Winston Lawson        |                                               |
| 2016 | Everybody Wants Some!!                  | Coach Gordan          |                                               |
| 2017 | Jeepers Creepers III                    | The Creeper           |                                               |
| 2017 | The Dot Man                             | Willard               |                                               |
| 2018 | Flypaper                                | Albert                |                                               |

### Serial TV
| 1998 | I Married a Monster | Friend #2          | TV Movie                                    |
| 1998 | V.I.P.              | Irving Millbrook   | Episode: "Diamonds Are a Val's Best Friend" |
| 1999 | Star Trek: Voyager  | Dying Borg         | Episode: "Survival Instinct"                |
| 2001 | JAG                 | Marine Sergeant    | Episode: "Miracles"                         |
| 2008 | Friday Night Lights | Oklahoma Recruiter | Episode: "Jumping the Gun"                  |